# Wenn die kleinen Veilchen blühen (Operette)
Wenn die kleinen Veilchen blühen ist ein Singspiel in zwei Teilen (sechs Bildern) von Robert Stolz, das der Operette nahesteht. Das Libretto stammt von Bruno Hardt-Warden. Das Werk wurde am 1. April 1932 in der Princesse Schouwburg (Prinzessin-Theater) in Den Haag unter der Regie von Fritz Hirsch uraufgeführt, der auch die Rolle des Vaters übernahm. 

## Orchester
Zwei Flöten, eine Oboe, zwei Klarinetten oder Saxofone, ein Fagott, vier Hörner, zwei Trompeten, drei Posaunen, eine Basstuba, eine Harfe, ein Klavier oder eine Celesta, großes Schlagwerk und Streicher. Für die Bühnenmusik werden eine Gitarre und eine Harmonika gebraucht.

## Bildfolge
Bild 1: Gasthofgarten, Bild 2: Vor dem Pensionat, Bild 3: Aula des Pensionates, Bild 4: Garten des Pensionates, Bild 5: Veilchenwiese am Rhein, Bild 6: Gasthofgarten

## Handlung

### Ort und Zeit
Die Operette spielt in dem Städtchen Bacharach am Rhein, die Haupthandlung (zweites bis fünftes Bild) im Jahr 1900, die Rahmenhandlung (erstes und letztes Bild) dreißig Jahre später.

### Erstes Bild

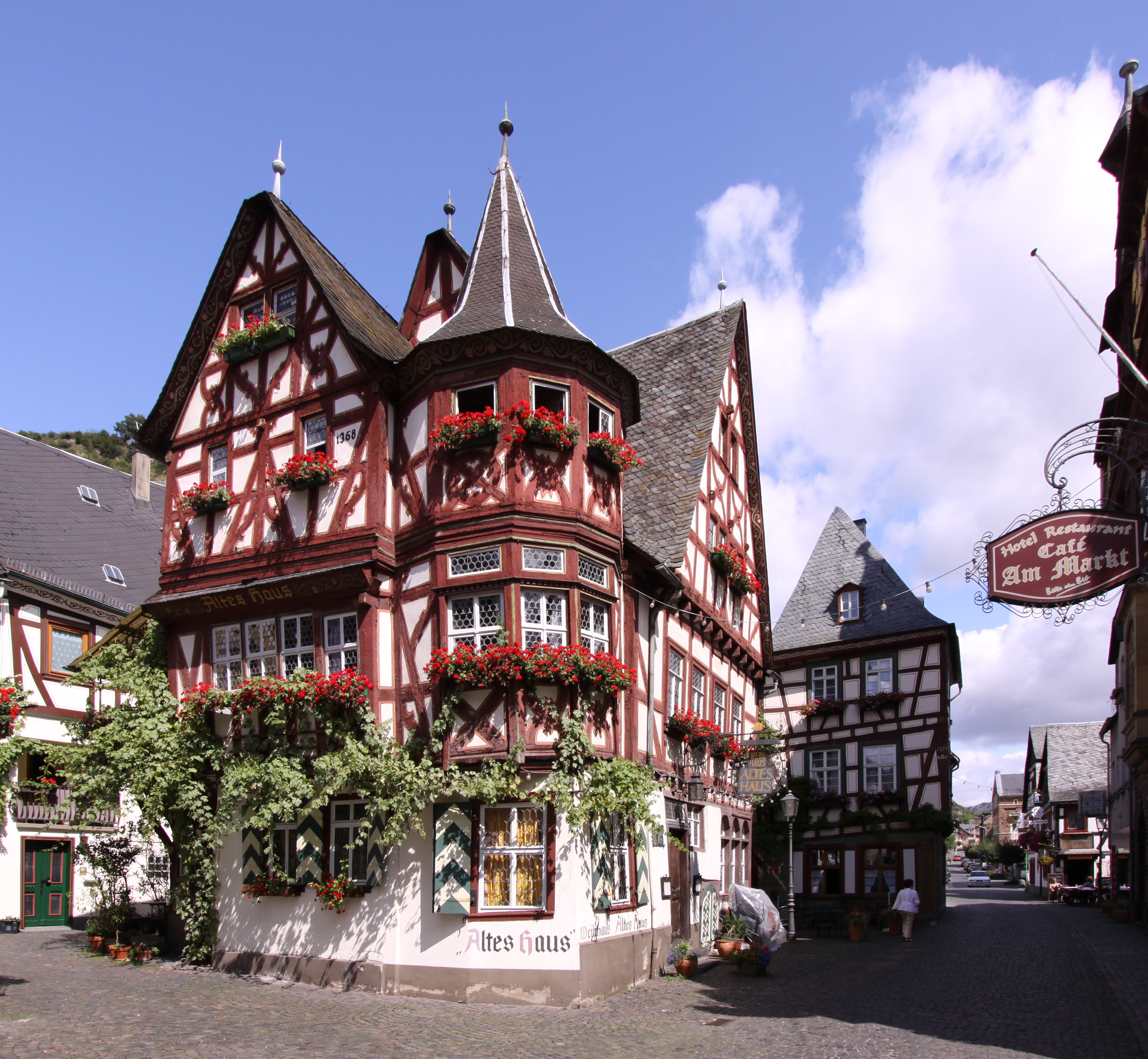
Schauplatz Gasthof Altes Haus am Markt, Bacharach

Wie in jedem Jahr erwartet auch heuer wieder der Wirt Katzensteg die einstigen Studienfreunde Paul Gutbier, Horst Südstedt und Erwin Münster zu einem fröhlichen Beisammensein in seiner Gartenwirtschaft, wo sie alte Erinnerungen auszutauschen pflegen. Katzenstegs Tochter Gustl sieht der Ankunft der alten Herren mit gemischten Gefühlen entgegen, hat sie sich doch heimlich mit ihrem Kommilitonen Fritz Gutbier verlobt, obwohl ihr bewusst ist, dass dessen Vater, der gestrenge Justizminister Paul Gutbier, diese Verbindung strikt ablehnt. Im Gespräch mit ihrem Vater erfährt Gustl, dass der alte Gutbier früher auch seine Sturm-und-Drang-Zeit hatte, die er heute aber gerne verdrängt.

### Zweites bis fünftes Bild
Dreißig Jahre früher. Die Studenten Paul, Horst und Erwin beobachten vor einem Mädchenpensionat die Rückkehr der Schülerinnen. Einer von ihnen, der Liesel, fällt scheinbar unbemerkt ein Buch zu Boden. Paul hebt es auf und entdeckt darin einen an ihn adressierten Liebesbrief. Als Liesel das Buch zurückbekommt, enthält es einen Brief von Paul.
Unbeabsichtigt wird Paul ein Telegramm zugespielt, das für seine Tante Isolde, die Leiterin des Pensionats, bestimmt ist. Darin wird angekündigt, dass Dr. Frank, der neue Lehrer, erst gegen Abend in dem Internat eintreffe. Dieser Umstand bringt Paul auf die Idee, sich mit Hilfe eines falschen Bartes als Dr. Frank auszugeben und sich so Einlass in die Schule zu verschaffen. Der Streich gelingt. Die jungen Damen sind begeistert von seiner unorthodoxen Lehrmethode.
Nachdem sich Paul den Schülerinnen zu erkennen gegeben hat, organisieren sie ein Fest im Garten des Internats. Dabei werden sie kräftig unterstützt von Auguste, die bei der Schulleiterin als Mädchen für alles fungiert, und deren Freund Katzensteg. Die beiden wollen bald heiraten, denn inzwischen haben sie genügend Geld angespart, um sich ihren Lebenstraum zu erfüllen, in Bacharach einen Gasthof zu kaufen. Am Abend platzt überraschend der neue Lehrer in die Runde. Als er merkt, was für ein Spiel die jungen Leute mit seinem Namen getrieben haben, reißt er wütend Paul den falschen Bart vom Gesicht. Entrüstet quittiert er seinen Dienst, bevor er ihn angetreten hat. Sein Gewissen verbiete ihm, an einer Schule zu lehren, an der die Sitten so verlottert seien. Gegen Ende des Festes finden sich drei Paare und verloben sich, unter anderem auch Paul und Liesel.

### Sechstes Bild
Mit großem Interesse hat Gustl der Erzählung ihres Vaters gelauscht. Jetzt weiß sie, wie sie den ehrwürdigen Minister herumkriegen kann. Als die drei Herren schon einige Gläschen Rheinwein zu sich genommen haben, reizt Gustl den alten Gutbier so lange, bis der sich ihr zum sportlichen Wettkampf mit Schlägern stellt. Sie bedingt sich aus, dass der Verlierer dem Sieger einen Wunsch erfüllen müsse. Es überrascht nicht, dass der ältere Herr gegen das durchtrainierte Mädel keine Chance hat. Am Ende des Kampfes ringt Gustl dem Minister die Zustimmung zur Verlobung mit ihrem Liebsten ab.

## Musik
Stolz’ Melodik neigt manchmal zur Sentimentalität, ist aber sehr eingängig, bühnengerecht und milieusicher. Als einer der ersten Operettenkomponisten hat Stolz auch Elemente des Jazz in seine Partitur eingebaut. Die musikalischen Höhepunkte sind:
- In Bacharach am Rheine (Polka) sowie die Titelmelodie
- Wenn die kleinen Veilchen blühen
- Du, du, du, schließ deine Augen zu